# 濱口儀兵衛
濱口 儀兵衛（はまぐち ぎへえ）は、千葉県銚子市の醤油醸造業者であるヤマサ醤油の当主に受け継がれる名跡。

## 概要
紀伊国有田郡広村（現：和歌山県広川町）を発祥の地とする。同族である濱口吉右衛門家（現在のヒゲタ醤油に連なる）を「東濱口家」と呼ぶのに対して、濱口儀兵衛家は「西濱口家」とも呼ばれる。歴代の儀兵衛の中では、「稲むらの火」の物語のモデルとして知られる幕末・明治初期の7代目儀兵衛（濱口梧陵）、工程と事業の近代化に努め「醤油王」と謳われた10代目儀兵衛（濱口梧洞）が著名である。

## 初代 儀兵衛
初代 濱口儀兵衛は、正保2年（1645年）、紀州から下総国銚子にわたり、醤油醸造業を開始。
儀兵衛の兄が初代濱口吉右衛門で、東濱口家の祖となった。

## 7代 梧陵
7代目 濱口儀兵衛（文政3年6月15日（1820年7月24日） - 1885年（明治18年）4月21日）は、江戸時代末期（幕末）から明治初期にかけての当主。名は成則、号は梧陵（ごりょう）。

### 経歴
5代目灌圃の孫にあたり、分家の濱口七右衛門家に生まれる。嘉永6年（1853年）、濱口儀兵衛家に入って家督を相続した。嘉永7年（1854年）の安政南海地震に際して広村住民の津波からの避難誘導にあたり、地震後は広村の堤防建設に尽力した。この際の逸話を元にして『稲むらの火』の物語が記されている。
明治維新期には紀州藩藩主の任を受けて紀州藩大参事を務めた。また、人材育成や医学の発展にも支援を行い、政治家としても活動した。濱口儀兵衛家の本拠を紀州から銚子に完全に移したのは濱口梧陵である。濱口家中興の祖とされる。

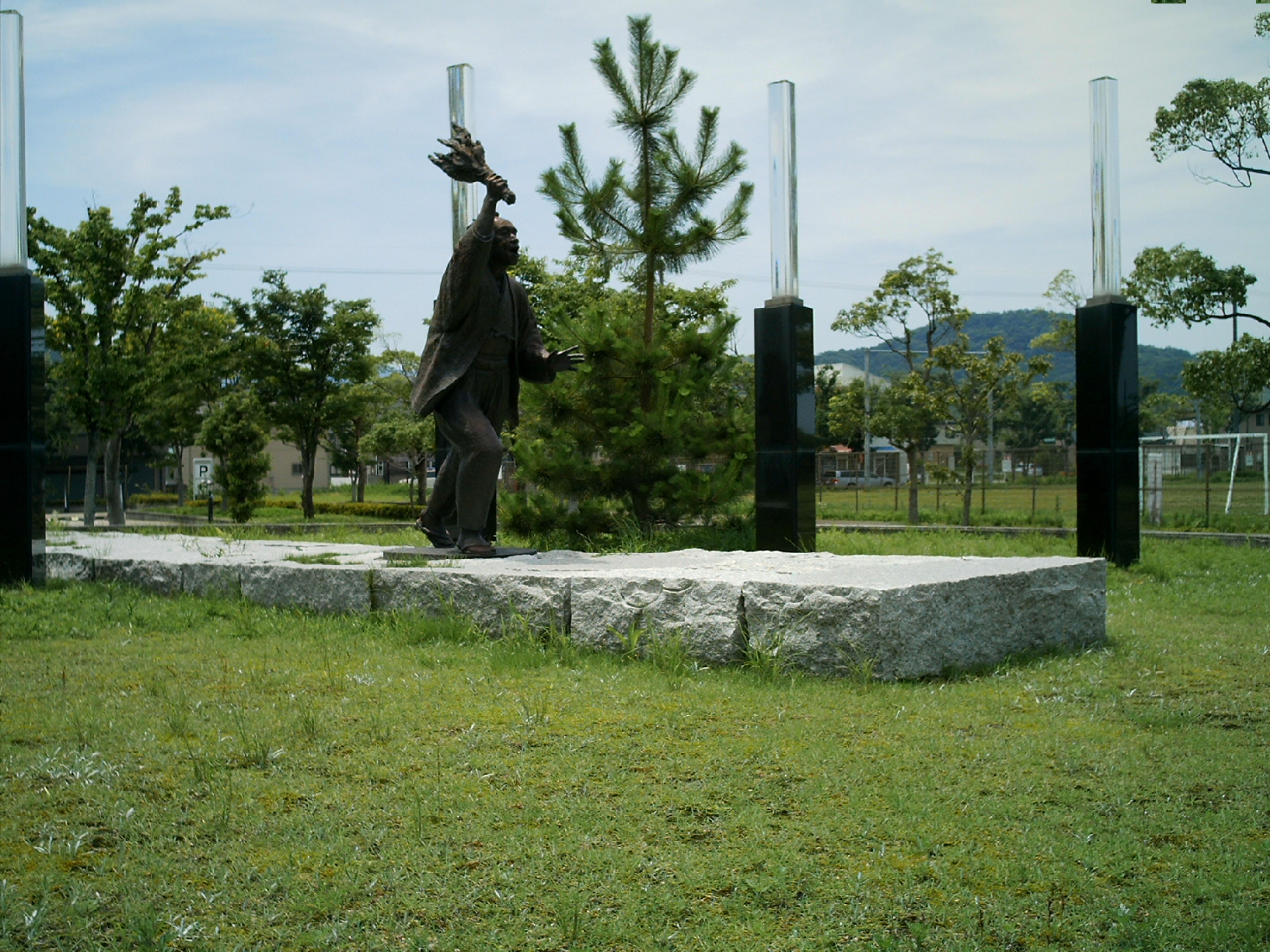
広川町役場前にある濱口梧陵の銅像

## 10代 梧洞
10代目 濱口儀兵衛（1874年（明治7年）4月24日 - 1962年（昭和37年）1月31日）は、明治後期から昭和戦前期にかけての当主。名は慶次、号は梧洞。「醤油王」と謳われた。

### 経歴
和歌山県有田郡広村大字広（現在の和歌山県有田郡広川町）に、8代濱口儀兵衞の二男として生まれた。帝国大学理科に進み、イギリスに留学して化学を専攻した。1899年（明治32年）に濱口儀兵衛家を継いだ。
濱口梧洞が設立した財団法人公正会によって、1926年（大正15年）には鉄筋コンクリート造の社会教育施設である公正会館（現在の旧公正會舘）が開館した。1928年（昭和3年）には濱口儀兵衛商店を株式会社組織に改組、現在のヤマサ醤油株式会社を発足させた。自身がヤマサ醤油株式会社の社長に就任し、醸造工程と経営の近代化に努めた。
1925年（大正14年）千葉県多額納税者として補欠選挙で貴族院議員（多額納税者議員）に互選され、同年5月18日から1939年（昭和14年）9月28日まで在任した。
理化学研究所、日本醸造協会、日本工業倶楽部などの評議員、全国醤油工業組合連合会理事長を務めた。1962年（昭和37年）1月31日、老衰によって死去した。

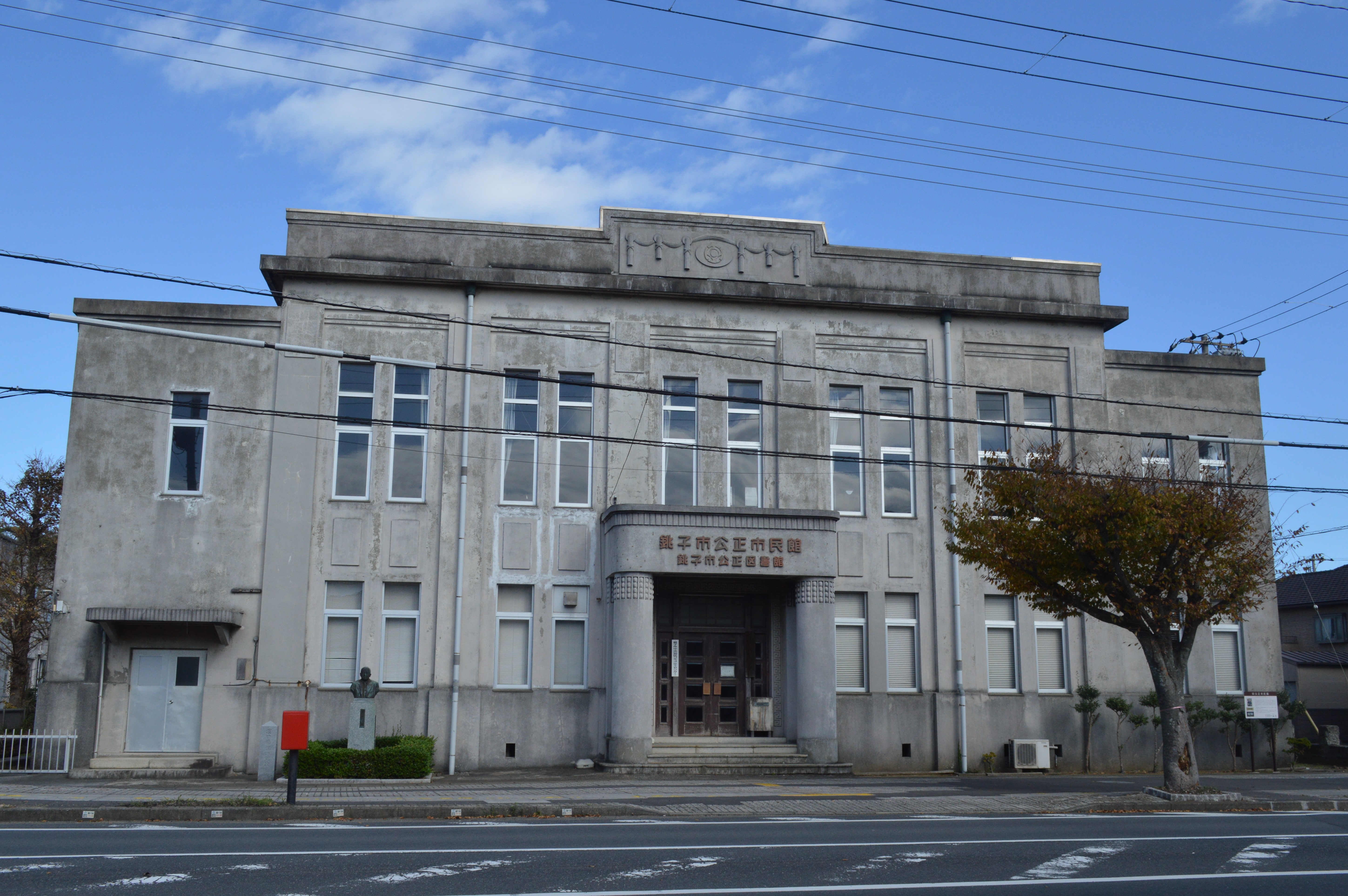
旧公正會舘
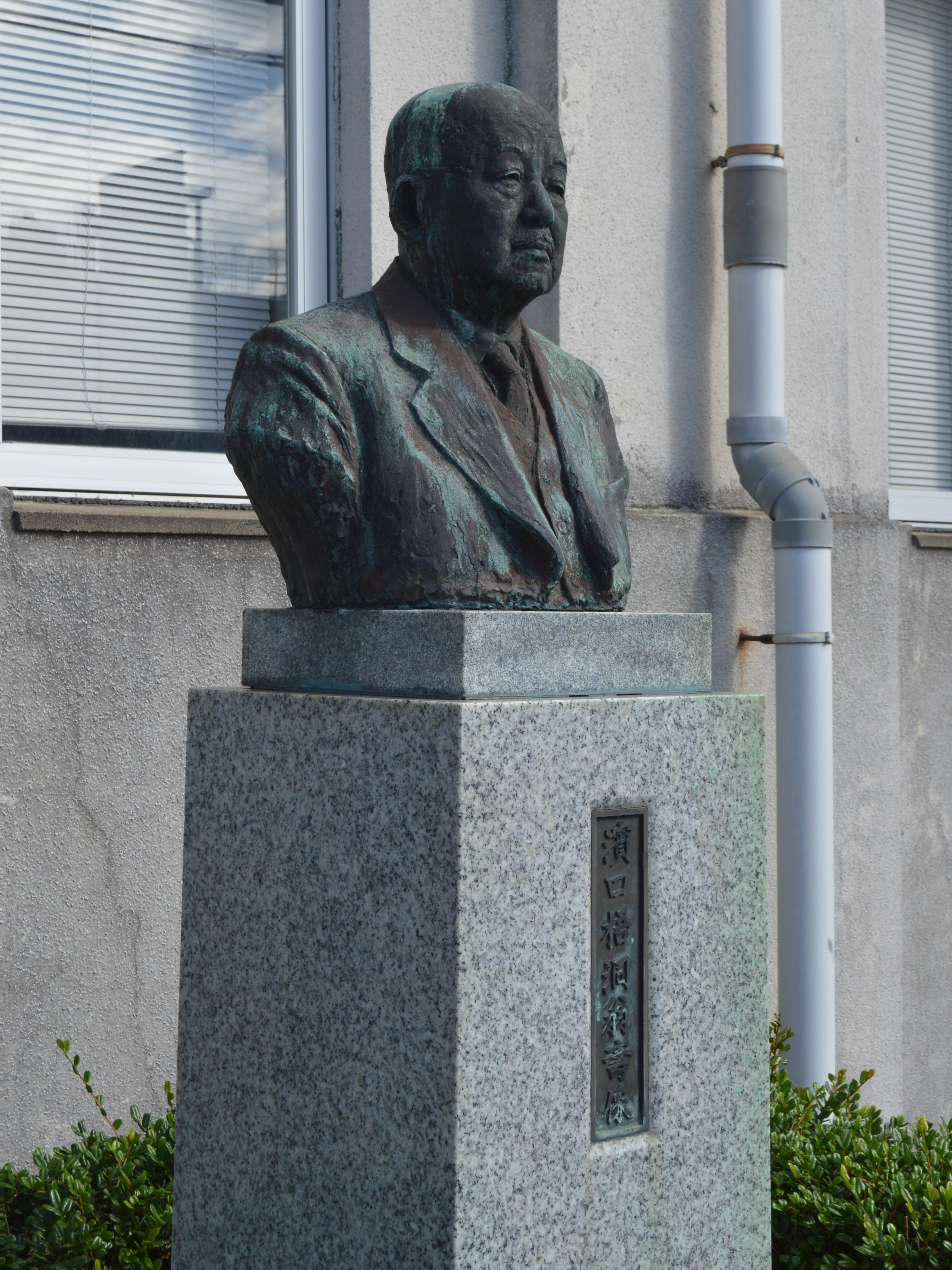
旧公正會舘にある濱口梧洞の銅像

## 11代 儀兵衛
11代目 濱口儀兵衛（1903年（明治36年）5月1日 - 1987年（昭和62年）２月）は、昭和戦後期の当主。
1903年（明治36年）5月1日、濱口梧洞の長男として濱口勉太（後の11代目濱口儀兵衛）が生まれた。東京帝国大学経済学部を卒業し、太平洋戦争後にヤマサ醤油株式会社社長に就任した。7代、10代と共に濱口儀兵衛家の三指に数えられる。